# کارل میتا
کارل میتا (انگلیسی: Karel Mejta Sr; ۱۸ ژوئن ۱۹۲۸ – ۶ نوامبر ۲۰۱۵) قایقران روئینگ اهل چکسلواکی بود.